# Antrocephalus samoaensis
Antrocephalus samoaensis är en stekelart som beskrevs av T.C. Narendran och Sudheer 2005. Antrocephalus samoaensis ingår i släktet Antrocephalus och familjen bredlårsteklar. Inga underarter finns listade i Catalogue of Life.